# Luchthaven Narsarsuaq
Luchthaven Narsarsuaq is een vliegveld in Groenland bij de plaats Narsarsuaq.